# San Francisco Rush 2049
San Francisco Rush 2049 — гоночна відеогра, розроблена Atari Games і видана Midway Games для аркадних автоматів в 1999 році та Nintendo 64, Game Boy Color, Sega Dreamcast в 2000. Вона є третьою грою в серії Rush і продовженням San Francisco Rush та Rush 2: Extreme Racing USA. Версія для Sega Dreamcast була перевидана в складі Midway Arcade Treasures 3 для Sony PlayStation 2, Xbox, і Nintendo GameCube. Версія для Game Boy Color відрізняється від решти видом зверху. Rush 2049 планувалася і для PlayStation 2, але була скасована.
Гонки відбуваються в Сан Франциско 2049 року на футуристичних автомобілях.

## Ігровий процес

### Основи
Гра має різні режими з різним ігровим процесом. Всього є 13 моделей авто, але частина з них спочатку приховані. Відкрити їх можна, збираючи спеціальні монети. Автомобілі мають параметри: швидкість, прискорення, керованість і міцність. Перед гонкою можна налаштувати запчасатини (трансмісію, колеса, двигун) та вигляд (колір, блиск, колісні диски). Автомобілі мають висувні крила, які допомагають вирівнятися у високому стрибку чи при падінні.
Траси нерідко мають приховані короткі шляхи, трампліни та сховки з бонусами. В багатокористувацькому режимі екран розділяється на рівні частини для кожного гравця.
Для отримання додаткової інформації доступні тахометр (скільки оборотів коліс було зроблено за гонку), спідометр, одометр (яку відстань було подолано за гонку), радар, передача, карта траси і лічильники часу. В деяких режимах налаштовуються умови, такі як вітер, туман і сила тяжіння на трасі.

### Режими
- Одиночна гонка (англ. Single Race) — режим, стандартний для аркадних автоматів, де гравець змагається з кількома живими чи комп'ютерними противниками в швидкості.
- Практика (англ. Practice Race) — гравець може робити все те ж, що й в одиночній гонці, але без рахунку кіл, тобто, гра триває безкінечно.
- Гонка з привидом (англ. Ghost Race) — доступний тільки для одиночного режиму. Тут потрібно побити свій попередній рекорд, а візуалізацією цього рекорду виступає «привид» автомобіля гравця.
- Автодром (англ. Circuit Race) — потрібно виграти за очками впродовж чотирьох гонок на різних трасах. Очки начисляються за місце на фініші.
- Трюки (англ. Stunt Mode) — в цьому режимі ціллю є набрати якомога більше очок за виконання трюків на спеціальній арені.
- Битва (англ. Battle Mode) — доступний для двох і більше гравців. Битви відбуваються на спеціальних аренах, де автомобілі різноманітною зброєю знищують одні одних, поки не залишиться один переможець. Автомобілі з'являються в різних місцях і спочатку мають однакову зброю, але можуть підбирати іншу, розміщену в різних місцях, і бонуси. Кількість життів для всіх учасників бою налаштовується перед стартом.

### Оснащення
Бонуси: невидимість, ремонт, щит.
Зброя:
- Кулемет  (англ. Gattling Gun) — стріляє чергами пострілів. Має 100 зарядів.
- Таран  (англ. Battle Ram) — дозволяє протаранити і цим миттєво знищити одну машину противника.
- Гранатомет  (англ. Grenade Launcher) — вистрілює декілька гранат, які кілька разів відскакують від перешкод. В запасі є 20 гранат.
- Самонавідна ракета  (англ. Guided Missile) — вражає найближчого противника з одного пострілу. Всього є 3 ракети.
- Ракети  (англ. Rocket Launcher) — слабші ракети, які знищують противника з двох влучань. Всього є 20 ракет.
- Міни (англ. Land Mine) — залишає за автомобілем міни. Той, хто встановив міну, не може на ній підірватися. Бонус Щит захищає від вибуху.
- Плазмова гармата — має 20 середньої сили зарядів, які порівняно повільно летять по прямій.
- Звуковий бластер  (англ. Sonic Blaster) — випускає навколо автомобіля хвилю, яка завдає середніх ушкоджень, але може перевернути автомобіль противника, або зіштовхнути його з висоти. В запасі є 5 зарядів.